# 구디
구디(영어: goody, goodie)는 아일랜드의 빵 요리이다. 빵을 우유, 설탕, 향신료와 끓여 푸딩처럼 만든다. 성 요한 탄생 전야에 먹는 음식이며, 어린이가 배탈이 났을 때 만들어 주는 음식이기도 하다. 코코아 가루나 초콜릿을 넣어 만들기도 한다.